# Roth-Händle
| Roth-Händle (ohne Filter)                                                                  | Roth-Händle (ohne Filter) |
| ------------------------------------------------------------------------------------------ | ------------------------- |
| Teer:                                                                                      | 10 mg                     |
| Nikotin:                                                                                   | 1,0 mg                    |
| Kohlenmonoxid:                                                                             | 6 mg                      |
| Tabakzusatzstoffe:                                                                         | Wasser, Stickstoff        |
| Stand 05/2010. Die Angaben gelten für die auf dem deutschen Markt erhältlichen Zigaretten. |                           |

Roth-Händle ist der Name eines ehemaligen Unternehmens der Tabakindustrie in Lahr/Schwarzwald und eine heute den Reemtsma Cigarettenfabriken zugehörige Zigarettenmarke.

## Marke
„Roth-Händle“ ist eine Zigarettenmarke der Firma Reemtsma, die zum Tabakkonzern Imperial Tobacco Group PLC gehört. Sie ist seit dem 22. Juli 1897 in das deutsche Markenregister eingetragen.
„Roth-Händle“-Zigaretten wurden aufgrund ihrer ehemaligen Stärke umgangssprachlich auch als „Lungentorpedo“, „Lungenzäpfchen“, „Toth-Händle“ oder „Roter Tod“ bezeichnet. Die in den 1980er-Jahren verkauften Zigaretten enthielten 1,4 mg Nikotin und 21 mg Teer. Heute dürfen in der EU keine Zigaretten mehr verkauft werden, deren Rauch mehr als 1,0 mg Nikotin, 10 mg Teer oder 10 mg Kohlenmonoxid enthält.
Kennzeichnend für die Marke ist die Tatsache, dass die Zigaretten aus dunklem Tabak bestehen und keine der inzwischen üblichen Aroma-Zusatzstoffe enthalten. Dementsprechend wurden sie in älteren Werbeanzeigen als „naturrein“ angepriesen. Diese und ähnliche Bezeichnungen sind in der EU mittlerweile verboten worden. Die Roth-Händle enthält vor allem Tabake aus deutschem Anbau, darunter den „Geudertheimer“, welcher aber inzwischen nicht mehr aus Deutschland kommt, sondern aus dem Ausland importiert wird, da der Geudertheimer von badischen Tabakäckern schon seit einigen Jahren abgeerntet ist.
Am bekanntesten ist die klassische filterlose Variante, bis Oktober 2017 existierte auch die Marke „Roth-Händle Filter“. Die Zigaretten werden in einem „Softpack“ und mit einer traditionell gehaltenen schwarzen Aufschrift auf rotem Grund verkauft (Filter: weiße Schrift auf rotem Grund). Unter dem Schriftzug „Roth-Händle“ ist als eingetragenes Warenzeichen eine rote Hand abgebildet (die auf den Schachteln allerdings schwarz gedruckt ist, umgekehrt war die Hand auf der Drehtabaksorte „Roth-Händle's Schwarze Hand“ rot). Unter dieser Bezeichnung war auch ein Feinschnitt-Tabak erhältlich, der in etwa dem Charakter der Roth-Händle entsprach. Dieser Tabak wurde von Imperial Tobacco im Oktober 2015 in die hauseigene Gauloises-Markenfamilie überführt, auch der nunmehrige „Ersatz“ ist inzwischen eingestellt worden.
1998 wurde mit großem Werbeaufwand die Sorte „Roth-Händle Blond“ lanciert, mit dem Ziel, der Marke (analog zur blonden Gauloises) neue Käuferschichten zu erschließen. Diese Variante mit hellem Tabak ist inzwischen aufgrund fehlenden Erfolgs eingestellt worden. Ähnlich erging es schon in den 1970ern einer „leichten Mischung“ (weiße Schachtel). 
Die Namen der Grafiker Michael Engelmann (ab 1955) und Herbert Leupin (ab 1967) sind untrennbar mit der Roth-Händle verbunden. Die beiden Grafiker entwarfen nacheinander von den Fünfzigern bis in die späten Siebziger alle Werbemotive der Roth-Händle. Engelmann und Leupin standen und stehen somit über Jahre hinweg für den artgleichen Werbestil der Roth-Händle. Erst 1981 wechselte Roth-Händle die einzigartigen Sujets (welche heute auch auf Plakat gedruckt Absatz finden) durch erneuerte Sujets der Düsseldorfer Agentur „Euro-Advertising“ unter dem Motto „Roth-Händle bringt Würze… („in den Morgen“, „in die Runde“, „in den Abend“, „in die Gedanken“ usw.)“ aus – später, ab 1985 nur noch unter dem Motto „Roth-Händle gibt Würze…“

## Unternehmen

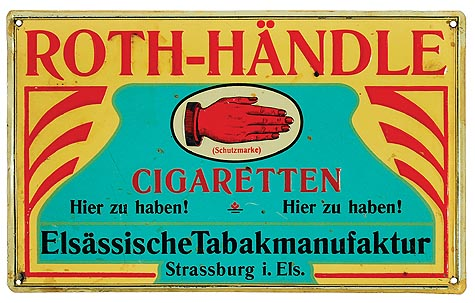
Roth-Händle-Werbung um 1910

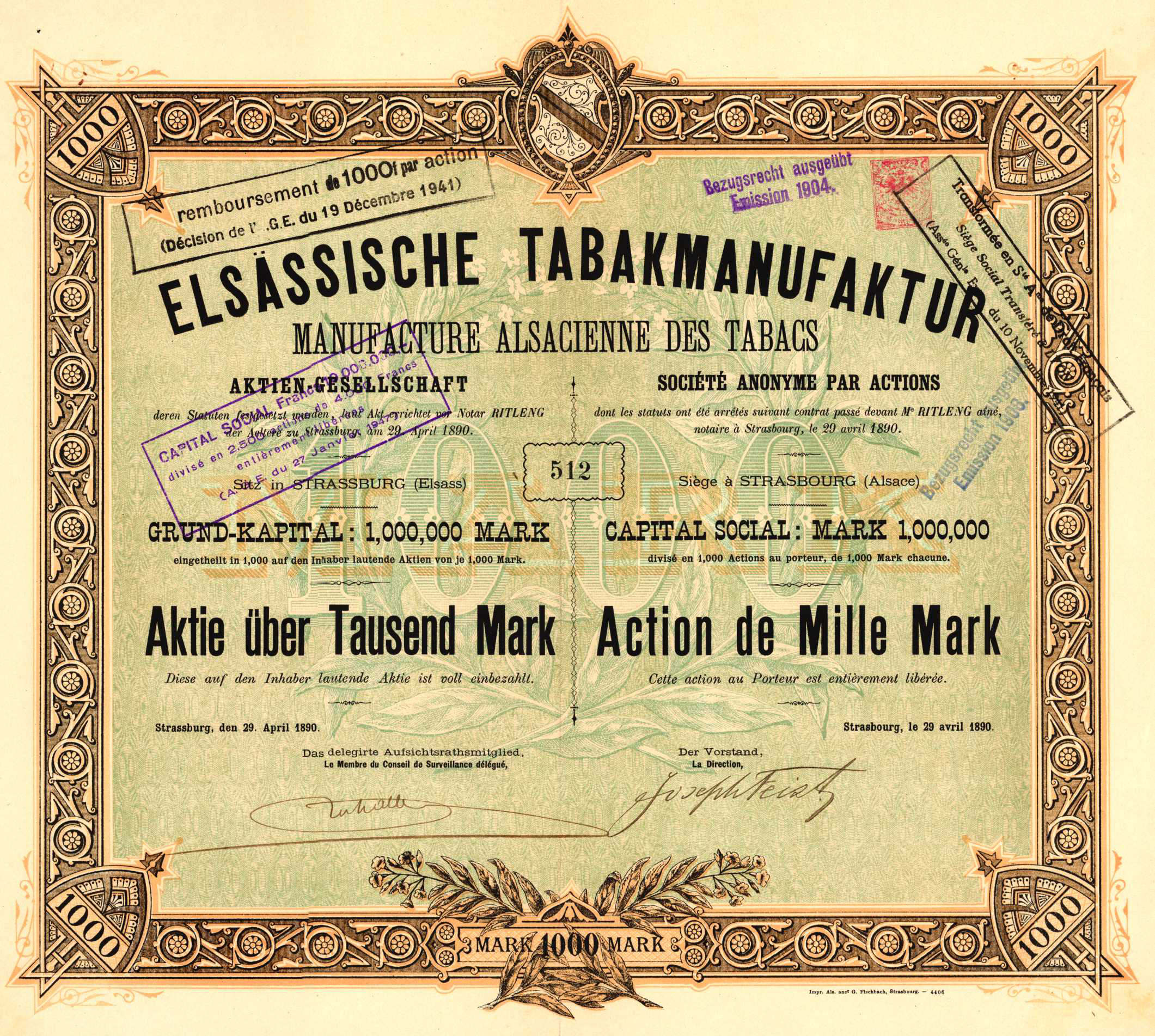
Aktie über 1000 Mark der Elsässischen Tabakmanufaktur vom 29. April 1890, signiert durch Jules Schaller als Aufsichtsrat

Aktie über 100 RM der Badischen Tabakmanufaktur Roth-Händle AG vom 15. Januar 1940

Hersteller der „Roth-Händle“-Zigaretten war die Badische Tabakmanufaktur Roth-Händle GmbH (BTM), die 1871 von Jules Schaller in Straßburg gegründet wurde. 1920, nach 50 Jahren Produktion in Straßburg, wurde das Werk nach Lahr/Schwarzwald verlegt. Ende der 1930er Jahre besaßen die Familien Adler und Oppenheimer, denen das ebenfalls in Straßburg gegründete Lederunternehmen Adler & Oppenheimer gehörte, ein Drittel der Anteile der inzwischen zur Aktiengesellschaft umgewandelten Roth-Händle AG. Das damalige Grundkapital betrug knapp 2 Mio. Reichsmark. Unter aktiver Mitwirkung der Deutschen Bank wurden die überwiegend jüdischen Eigentümer aus dem Unternehmen gedrängt („Arisierung“). Der Zigarettenfabrikant Johann Neusch aus Herbolzheim kaufte 80 Prozent der Anteile. Die Roth-Händle AG kaufte dann kurze Zeit später selbst die zuvor in jüdischem Eigentum stehende Elsässische Tabakmanufaktur aus Straßburg.
Seit dem Jahr 1957 war Reemtsma Mehrheitseigner. Im Jahr 1985 übernahm Reemtsma die BTM dann schließlich vollständig. Das Werk in Lahr wurde im März 2007 geschlossen. Die BTM war einer der Hauptabnehmer von Tabakblättern in Südbaden, beschäftigte zuletzt ca. 275 Mitarbeiter und produzierte hauptsächlich Steckzigaretten, bis diese aufgrund der Aufhebung ihrer Steuervergünstigung keine Nachfrage mehr fanden.
Die Produktion der „Roth-Händle“-Zigaretten wurde bereits vor einiger Zeit in andere deutsche Reemtsma-Werke (nach Langenhagen oder Berlin-Wilmersdorf) verlagert.

## Trivia
Zu bekannten Rauchern der filterlosen Roth-Händle zählten unter anderem Ulrike Meinhof, der Schauspieler Diether Krebs,  Gerhard Mayer-Vorfelder, Helge Schneider und Edmund Stoiber.